# Intimate and Live (album)
Intimate and Live je album v živo avstralske pop pevke Kylie Minogue, izdan leta 1998.
Album je požel veliko uspeha predvsem v Avstraliji, kjer so eno od pesmi, »Dancing Queen«, pogosto predvajali na radiu.
Zaradi popularnosti pesmi so se pojavile govorice, da bo Kylie Minogue pesem posnela tudi v studiu, a to se nazadnje ni zgodilo.
Vseeno pa je pesem izvedla na olimpijskih igrah v Sydneyju leta 2000.
Seznam pesmi z albuma sestavljajo predvsem pesmi z njenih dveh albumov, izdanih preko založbe Deconstruction Records ter nekaj njenih uspešnic, ki jih je napisala britanska skupina tekstopiscev Stock Aitken Waterman.
Album je vključeval tudi prej neizdano pesem »Free« in njeno verzijo pesmi »Should I Stay or Should I Go?« skupine The Clash.

## Seznam pesmi
| Prvi CD         | Prvi CD                                          | Prvi CD |
| Št.             | Naslov                                           | Dolžina |
| --------------- | ------------------------------------------------ | ------- |
| 1.              | „Too Far‟                                        | 6:57    |
| 2.              | „What Do I Have to Do‟                           | 4:20    |
| 3.              | „Some Kind of Bliss‟                             | 4:07    |
| 4.              | „Put Yourself in My Place‟                       | 4:51    |
| 5.              | „Breathe‟                                        | 4:05    |
| 6.              | „Take Me With You‟                               | 6:29    |
| 7.              | „I Should Be So Lucky‟                           | 4:00    |
| 8.              | „Dancing Queen‟ (verzija uspešnice skupine ABBA) | 6:00    |
| 9.              | „Dangerous Game‟                                 | 5:34    |
| 10.             | „Cowboy Style‟                                   | 6:28    |
| Skupna dolžina: | Skupna dolžina:                                  | 52:51   |

| Drugi CD        | Drugi CD                                                             | Drugi CD |
| Št.             | Naslov                                                               | Dolžina  |
| --------------- | -------------------------------------------------------------------- | -------- |
| 1.              | „Step Back in Time‟                                                  | 3:36     |
| 2.              | „Say Hey‟                                                            | 4:10     |
| 3.              | „Free‟                                                               | 4:02     |
| 4.              | „Drunk‟                                                              | 4:21     |
| 5.              | „Did It Again‟                                                       | 5:18     |
| 6.              | „Limbo‟                                                              | 4:10     |
| 7.              | „Shocked‟                                                            | 5:38     |
| 8.              | „Confide in Me‟                                                      | 6:25     |
| 9.              | „The Loco-Motion‟                                                    | 3:20     |
| 10.             | „Should I Stay or Should I Go‟ (verzija uspešnice skupine The Clash) | 4:29     |
| 11.             | „Better the Devil You Know‟                                          | 7:47     |
| Skupna dolžina: | Skupna dolžina:                                                      | 53:16    |

### Singli
Pesem »Dancing Queen« so v Avstraliji pogosto predvajali na avstralskem radiu. Ker je kot singl izšla le na radijih, uradno nikoli ni bila vključena na avstralsko glasbeno lestvico. Vseeno pa je bila pesem dovolj popularna, da so jo vključili v oddajo RAGE. 
Radijska verzija pesmi, dolga 3 minute in 48 sekund, je izšla tudi na avstralski kompilaciji Greatest Hits 1987–1999.